# Živa(I) sulfat
Živa(I) sulfat (merkuro sulfat) je hemijsko jedinjenje .

## Priprema
Živa(I) sulfat se može proizvesti reakcijom živa(I) nitrata sa izvorom sulfatnih jona:
Ona se takođe može pripremiti reagovanjem viška žive sa koncentrovanom sumpornom kiselinom:

## Literatura
- Sneed, Mayce Cannon (1958). Comprehensive Inorganic Chemistry: Zinc, cadmium, and mercury, by H. M. Cyr and the editors. Scandium, yttrium, and the lanthanide series, by T. D. O'Brien and the editors. Van Nostrand.